# Fernando Burgos
Fernando Mario Burgos Gallardo (* 17. Januar 1980 in Osorno) ist ein ehemaliger chilenischer Fußballtorwart.

## Karriere
Fernando Burgos spielte in der Jugend von CD Universidad Católica und schaffte 1999 den Sprung in den Profikader. Bei den Cruzados kam der Torwart aber nur in zwei Ligaspielen und in der Copa Mercosur 2001 zum Einsatz. 2002 wechselte er in die Primera B zu Provincial Osorno und 2004 zum CD Magallanes. 2007 sammelte er seine einzige internationale Kluberfahrung in Bolivien, als er für Real Potosí auflief. Mit dem Klub aus der Minenstadt wurde er in der Apertura 2007 bolivianischer Meister. Burgos kehrte aber noch im selben Jahr nach Chile zurück. Nach weiteren beim CD Palestino, erneut bei Provincial Osorno und dem CD Cobresal etablierte er sich im Team von Deportes Copiapó. 2017 beendete Burgos seine Karriere bei Deportes Colchagua.

## Erfolge
Real Potosí
- Bolivianischer Meister: 2007-A